# 夢冒險
《夢冒險》（日语：／ yumeboken），是日本女歌手酒井法子的第4張單曲。1987年11月25日由Victor Entertainment發行。

## 簡介
主打歌《夢冒險》為NHK的《三劍客》主題曲，其後獲得第5回日本動畫大賞主題歌賞，次年獲選為第60屆選拔高等學校棒球大會的入場進行曲。
1988年1月1日收錄於專輯《夢冒険 / NORIKO SPECIAL》中，並被松下電器用作廣告歌曲。该曲于1996年以普通话翻唱並被用作松下中國區廣告歌曲。

## 收錄曲目
1. 夢冒險（夢冒険） (3:10)
  - 作詞：森浩美、作曲：西木榮二、編曲：中村暢之
2. 心中的棱鏡（ハートの中のプリズム） (3:35)
  - 作詞：森浩美、作曲：石川惠樹、編曲：中村暢之

## 翻唱
本專輯的主打歌曲《夢冒險》也有以下的翻唱/改編版本：

### 日語翻唱
- 山野智子
- Raphael華月
- 桃井晴子，收錄於專輯（2007年6月20日）
- Sunmyu（日语：さんみゅ〜），收錄於專輯（2014年8月6日）

### 外語改編
- 酒井法子於1996年演唱國語版，歌名相同，由卓俐君作詞，收錄於專輯《有緣千里》和《The Best Exhibition 酒井法子30週年紀念精選（英语：The Best Exhibition: Noriko Sakai 30th Anniversary Best Album）》中。
- 謝采妘亦有演唱國語版，歌名相同，但歌詞與酒井法子的國語版不同。